# Черновцы (станция)
Черновцы (укр. Чернівці) — промежуточная станция Ивано-Франковской дирекции Львовской железной дороги на линии Черновцы-Северная — Вадул-Сирет между станциями Черновцы-Северная (отстоит на 2 км) и Черновцы-Южная (6 км). Расположена в городе Черновцы. Расстояние до станции Вадул-Сирет — 40 км.

## История
История Черновицкой железной дороги начинается в тот период, когда город Черновцы был административным центром Буковинского округа Королевства Галиции и Лодомерии. В 1841 году правительство Австрийской империи утвердило Программу, в которой, среди прочего, было предусмотрено развитие железной дороги в Галичине. Линия из Вены до Львова должна была быть построена к 31 декабря 1863 года, а после продолена до Черновцов.
3 ноября 1861 года первый поезд, который назывался «Ярослав», проследовал из Вены во Львов. После этого активными темпами, в две смены, началось строительство железнодорожной линии Львов — Черновцы протяженностью 267 км, проходившей через Ходоров и Станиславов. Несмотря на трудности — дорога прокладывалась через мочары (сильно переувлажненные почвы), горы и леса — работы, которыми руководил английский подрядчик Томас Брасси (до этого построил треть всех железных дорогах Великобритания, а также Великую магистральную железную дорогу в Канаде), были завершены за два года.
1 сентября 1866 года первый поезд из Львова пришёл в Черновцы — к тому времени уже столицу коронной земли Герцогство Буковина. Встречали его пушечными залпами при огромном стечении народа.
К открытию железнодорожного движения до Черновцов был построен первый, сравнительно небольшой вокзал. Его размеров было достаточно в первые годы функционирования станции (так, за 1867 год — первый год работы станции — было зарегистрировано всего лишь 20 062 прибывающих и 21 256 уезжающих пассажиров), однако число прибывающих и уезжающих пассажиров выросло до более чем полумиллиона в год к концу XIX века. Поэтому перед городом и железнодорожными властями остро стала необходимостью строительства нового вокзала значительной вместимости, соответствующего статусу столицу коронной земли, способен принимать как самых важных, сановных, так и самых требовательных гостей.
Новый вокзал был спроектирован в стиле венский сецессион, возможно, самим Отто Вагнером, который имел опыт строительства железнодорожных пассажирских зданий на станциях Венского штадтбана. Фундамент здания был заложен 16 сентября 1906 года, работы продолжались более трёх лет. Торжественное открытие нового железнодорожного вокзала состоялось 30 ноября 1909 года.
Во время Первой мировой войны вокзал станции Черновцы претерпел значительные разрушения, его восстановление длилось около двух лет, до 1920 года. Снова восстановительные работы пришлось проводить в 1945 году, по завершении Великой Отечественной войны. Однако вследствие того, что здание не получило существенных повреждений, работы продолжались недолго.

## Пассажирское сообщение по станции
Черновцы является конечной станцией для всех пассажирских поездов дальнего следования и пригородных поездов, кроме беспересадочного вагона сообщением Киев — Бухарест.
Поездами дальнего следования без пересадок можно добраться до Ивано-Франковска, Львова, Луцка, Ковеля, Тернополя, Хмельницкого, Каменца-Подольского, Жмеринки, Винницы, Киева, Одессы, Харькова.
Международное сообщение ежедневно обеспечивается с Сучавой и Бухарестом (Румыния), а летом также с Минском (Беларусь) и Варной (Болгария).
Пригородные поезда следуют до таких станций, как Глубокая-Буковинская, Вадул-Сирет, Сторожинец, Коломыя, Завалье, Лужаны, Новоселица, Ларга, Сокиряны, Вижница, Кицмань, Стефанешты и Снятин.
С 11 декабря 2016 года по 9 декабря 2017 года до станции Черновцы следовал фирменный поезд — ночной экспресс «Владислав Зубенко», по маршруту Харьков-Пассажирский — Черновцы (через Полтаву, Миргород, Киев, Львов). С 10 декабря 2017 года поезду изменён маршрут движения, и в настоящее время он следует до станции Рахов.
С 10 декабря 2017 года также отменено движение поезда № 608/607 сообщением Черновцы — Львов, зато стал ежедневным поезд до Ковеля.
В феврале 2019 года на заседании Координационного совета по вопросам развития туризма при Черновицкой облгосадминистрации обсуждался вопрос о возобновлении движения поезда № 625/626 сообщением Черновцы — Ужгород . Представители туристического бизнеса Буковины рассмотрели вопрос об итогах работы отдела облгосадминистрации по вопросам туризма в 2018 году и выполнении задач по реализации «Комплексной программы развития туризма в Черновицкой области на 2016—2020 годы». Восстановление движения поезда позволит увеличению туристического потока в Черновицкой, Ивано-Франковской и Закарпатской областях.

## Галерея

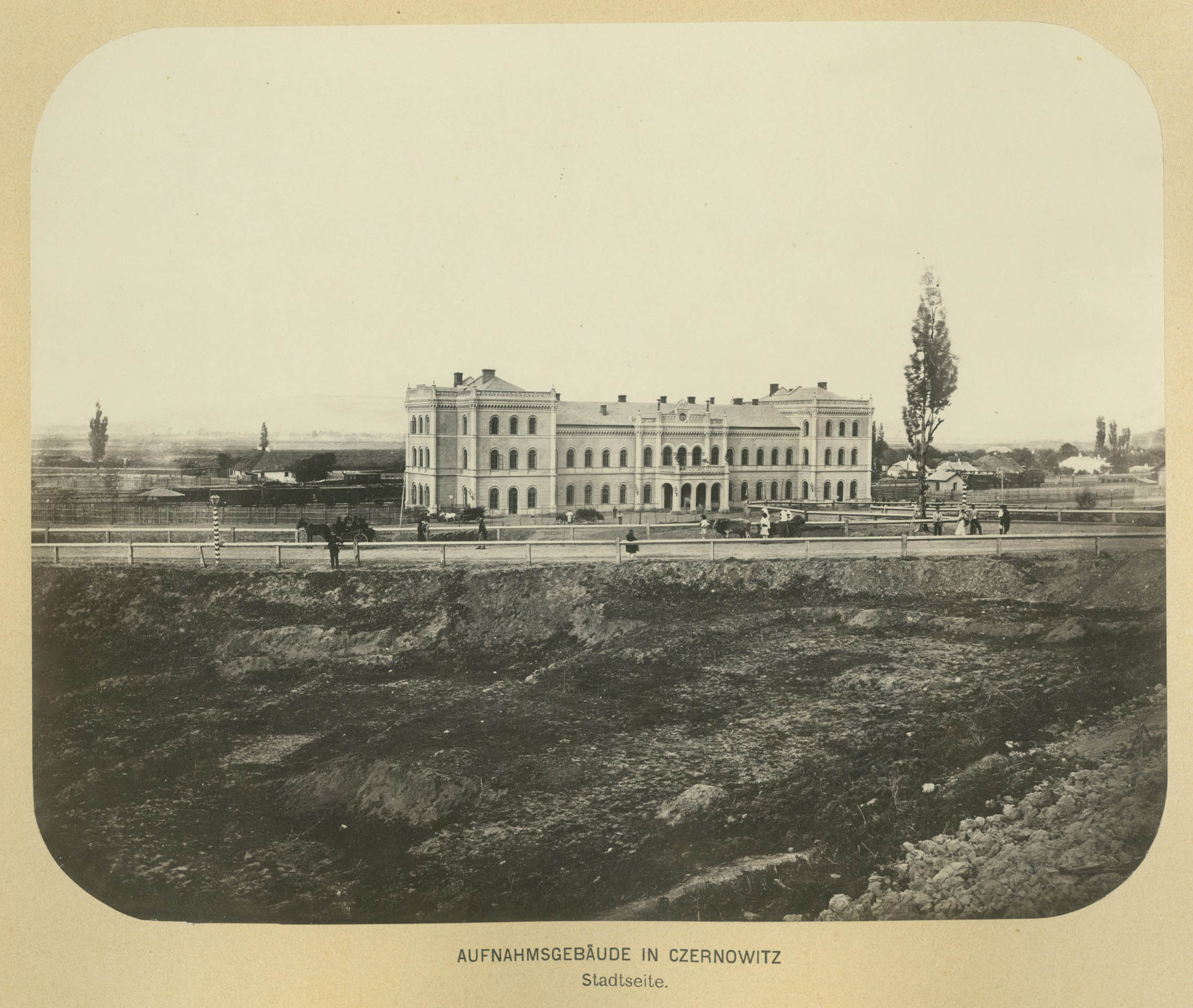
Старый Черновицкий вокзал (1866-1906 гг.)
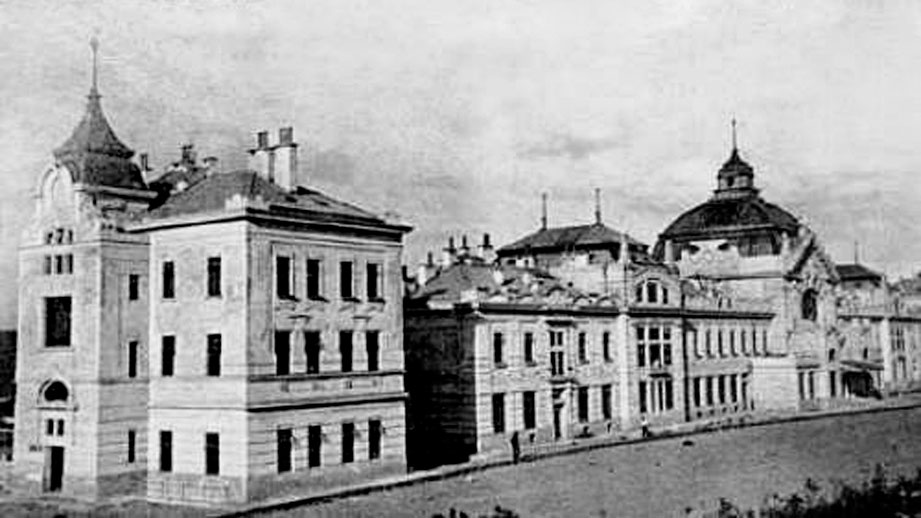
Новый вокзал в начале XX века
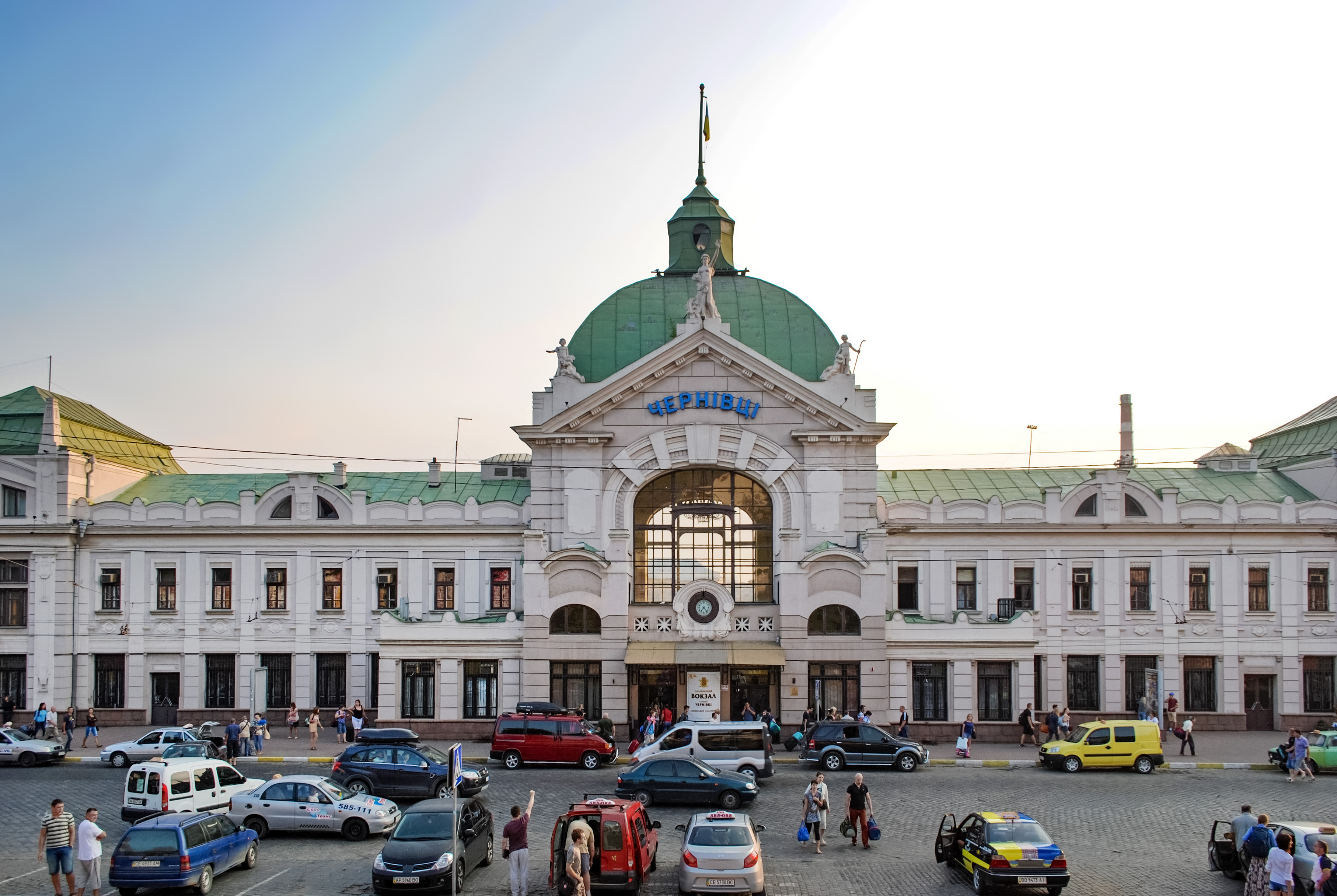
Железнодорожный вокзал в 2015 году
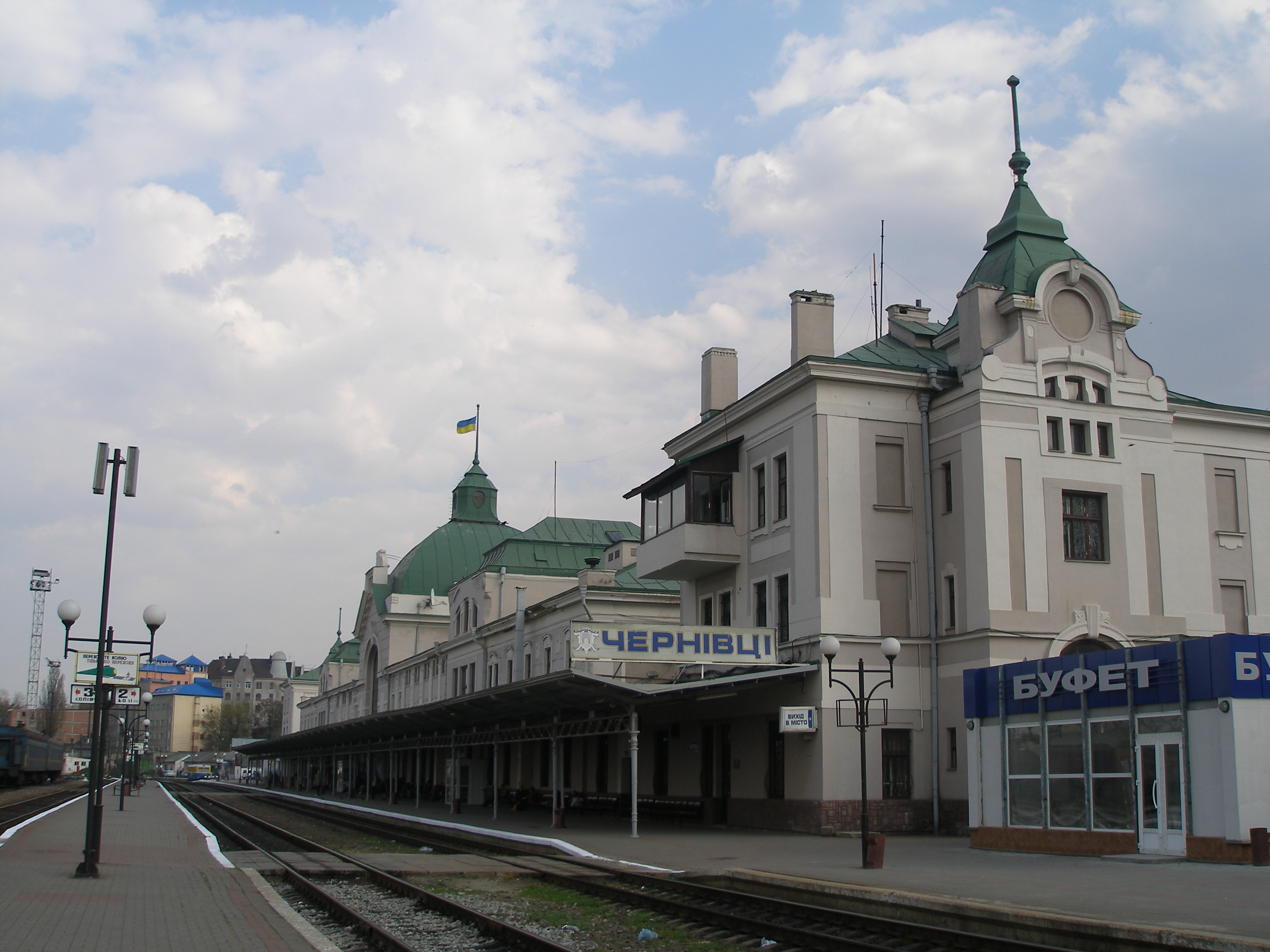
Перрон железнодорожного вокзала